# Afrotridactylus usambaricus
Afrotridactylus usambaricus is een rechtvleugelig insect uit de familie Tridactylidae. De wetenschappelijke naam van deze soort is voor het eerst geldig gepubliceerd in 1910 door Sjöstedt.
1. ↑  (en) Afrotridactylus usambaricus op de IUCN Red List of Threatened Species.